# Kodeks postępowania

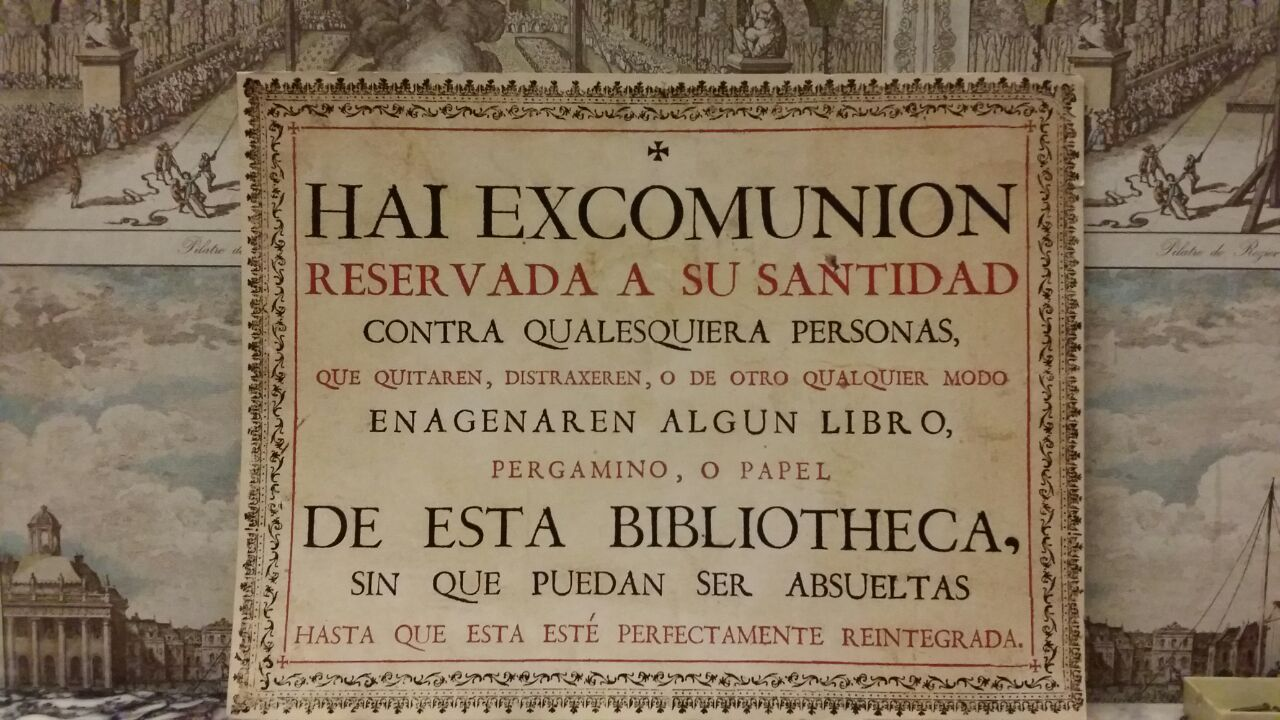
Plakat z informacją o karze w przypadku nieprzestrzegania regulaminu biblioteki

Kodeks postępowania (ang. code of conduct) – dokument normatywny zawierający sposoby postępowania lub procedury dotyczące projektowania, wytwarzania, instalowania, obsługiwania lub wykorzystania wyposażenia, układów lub wyrobów. Kodeks postępowania może być normą, częścią normy lub niezależny od normy.